# L'Opium et le Bâton
Pour plus de détails, voir Fiche technique et Distribution.
L'Opium et le Bâton (en arabe : الأفيون والعصا) est un film algérien réalisé par Ahmed Rachedi, sorti en 1969. Ce film raconte la lutte du peuple algérien pour l'indépendance à travers le quotidien d'un village de Kabylie. Adaption au cinéma du roman éponyme L'Opium et le Bâton, publié en 1965, de Mouloud Mammeri.

## Synopsis
En 1950, en en pleine Guerre d'Algérie, dans un village de Kabylie, des maquisards algériens résistent contre l'armée coloniale française. Bachir rentre au village pour fuir les affrontements qui ravagent Alger. À Thala, il a deux frères, Ali et Belaïd. Le premier est engagé avec l'Armée de libération nationale (ALN) et se bat contre le colonisateur; son deuxième frère, Belaïd, l'ainé, est quant à lui range du côté de la France coloniale. Sa famille déchirée, Bachir décide, lui, de s'engager dans la guerre et prend parti contre la répression de l'armée française. 
L'armée française essaie en vain de retourner la population contre les insurgés en usant de désinformations. Plus le temps passe et plus les habitants du village et des alentours, oppressés, rallient la cause du Front de libération nationale (FLN), leurs maisons et leurs champs seront brulés…

## Fiche technique
- Titre original français : L'Opium et le Bâton
- Titre arabe : الأفيون والعصا
- Réalisation : Ahmed Rachedi
- Scénario : Ahmed Rachedi
- Auteur de l'œuvre originale : Mouloud Mammeri
- Photographie : Rachid Merabtine
- Production : Smaïl Aït Si Selmi
- Montage : Éric Pluet
- Musique : Philippe Arthuys
- Sociétés de production : ONCIC
- Pays d'origine : Algérie
- Langues originales : arabe et français
- Format : Couleur
- Genre : Drame et Guerre
- Durée : 135 minutes
- Dates de sortie : 
  -  Algérie : juillet 1971
  -  Italie : 1973

## Distribution
- Marie-José Nat : Ferroudja
- Sid Ali Kouiret : Ali
- Jean-Claude Bercq : Delécluze (officier de la SAS)
- Jean-Louis Trintignant : Chaudier (soldat déserteur français)
- Rouiched : Tayeb, le harki
- Mustapha Kateb : Docteur Bachir Lazrag
- Mahieddine Bachtarzi : Da Mohand : l'un des sages de l'assemblée du village
- Abdelhalim Rais
- Djelloul Bachdjarah
- Larbi Zekkal
- Brahim Hadjadj : Omar
- Hassan El-Hassani : Brahim Ben Brahim (garde forestier)

## Distinctions
Le film a été présenté à la Quinzaine des réalisateurs, en sélection parallèle du festival de Cannes 1970.